# 아제이 나이두

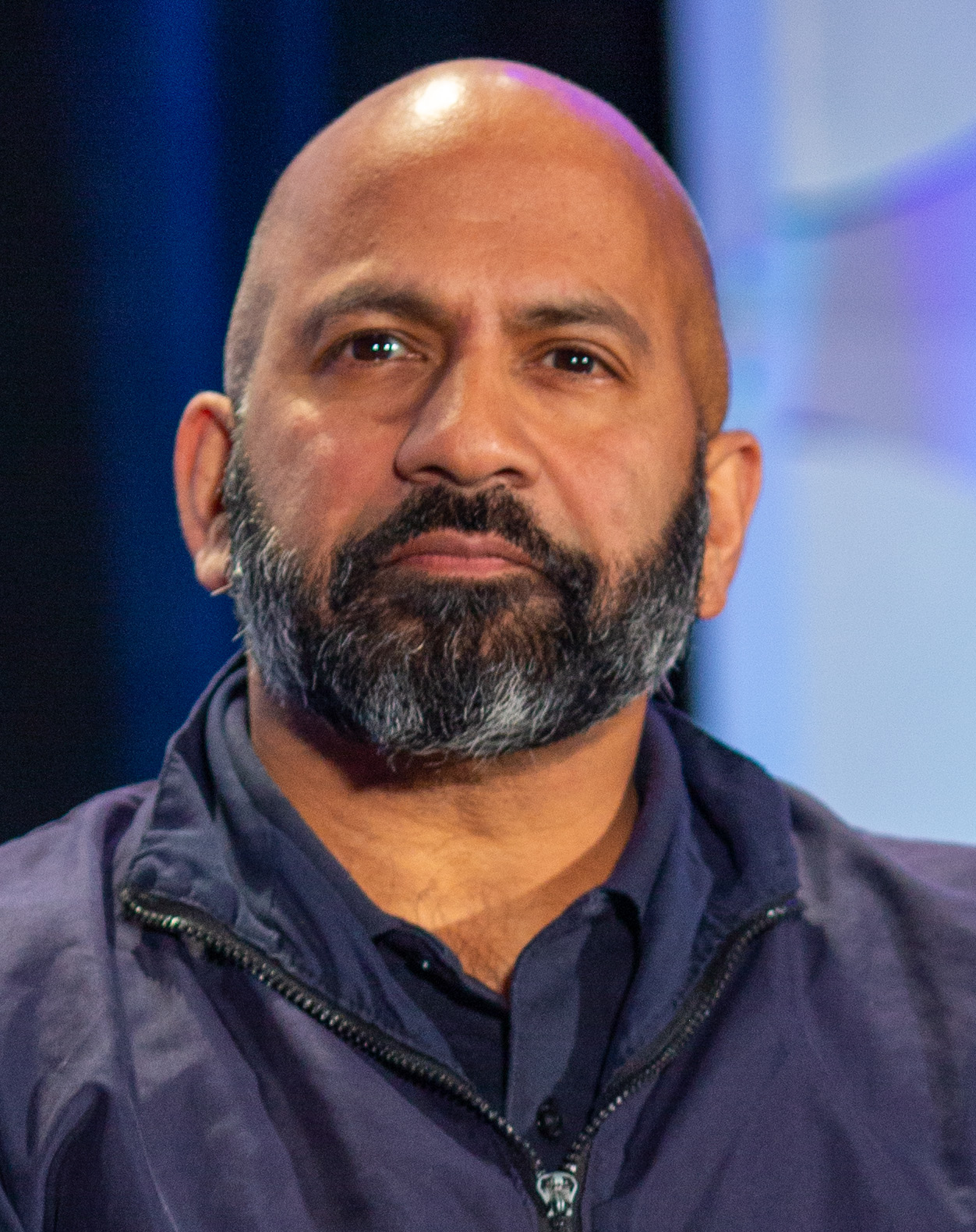

아제이 나이두(Ajay Naidu, 1972년 2월 12일 ~ )는 미국의 배우이다.
에번스턴에서 태어났다.

## 출연 작품
- 보이 보이 걸 걸 (2018년)
- 나의 작은 시인에게 (2018년) - 니힐 로이 역
- 로스트 캣 코로나 (2017년)
- 3 데이즈 오브 노멀 (2012년) - 빅 역
- 독재자 (2012년)
- 피아 (2010년)
- 폴링 업 (2009년)
- 헝그리 고스트 (2009년)
- 투데이스 스페셜 (2009년)
- 애쉬즈 (2009년)
- 킹즈 (2009년)
- 강아지 호텔 (2009년) - 제이크 역
- 캅 하우스 (2009년)
- 의로운 살인 (2008년)
- 뉴욕은 언제나 사랑 중 (2008년)
- 더 레슬러 (2008년)
- 볼리우드 아이돌 선발대회 (2007년)
- 워 위딘 (2005년) - 나베드 역
- 신혼여행자 (2005년)
- 저스티스 (2003년)
- 나쁜 산타 (2003년)
- 무서운 영화 3 (2003년)
- 밤 더 시스템 (2002년)
- 구루 (2002년)
- 케이 팩스 (2001년) - 닥터 차크라보티 역
- 한니발 (2001년)
- Dinner Rush (2000)
- 돈벼락을 맞은 여자 (2000, More Dogs Than Bones)
- 레퀴엠 (2000년)
- 인도식 팝콘 (1999, Chutney Popcorn)
- 뛰는 백수, 나는 건달 (1999년) - 사미르 역
- 스카치와 우유 (1998년) - 아만드 역
- 몬타나 (1998년)
- 파이 (1998년)
- 지하철 이야기 (1997년)
- 서버비아 (1996년)
- 마법의 이중주 (1988년) - 데일 페리에라 역
- 달리는 뜨거운 강 (1986년)
- 사랑의 탈출 (1986년)